# Mangifera siamensis
Mangifera siamensis là một loài thực vật có hoa trong họ Đào lộn hột. Loài này được Warb. ex Craib mô tả khoa học đầu tiên năm 1915.